# Macrolepidoptera
Macrolepidoptera làm một nhóm côn trùng trong bộ Lepidoptera. Tên gọi này dùng để chỉ các loài bướm ngày và bướm đêm kích thước lớn hơn các loài trong nhóm "Microlepidoptera", nhóm này không tự nhiên. Hai liên họ Geometroidea và Noctuoidea chiếm gần 1/4 các loài đã được miêu tả trong bộ Lepidoptera.

## Các liên họ
Macrolepidoptera gồm các liên họ sau:
- Mimallonoidea - sack bearers
- Lasiocampoidea - lappet moths
- Bombycoidea - bombycoid moths
- Noctuoidea - owlet moths
- Drepanoidea - drepanids
- Geometroidea - inchworms
- Axioidea - European gold moths
- Calliduloidea - Old World butterfly-moths
- Hedyloidea - New World butterfly-moths (or moth-butterflies)
- Hesperioidea - skippers
- Papilionoidea - true butterflies

Họ cuối tạo thành Rhopalocera, hay bướm ngày.